# Estakáda Považská Bystrica
Estakáda Považská Bystrica je městská extradosed betonová dálniční estakáda, která prochází přímo městem Považská Bystrica. Je součástí úseku dálnice D1 Sverepec - Vrtižer. Po dokončení výrazně odlehčila dopravní situaci ve městě, protože přes město procházela doprava z D1.
Design mostu v městské zástavbě dotváří večerní osvětlení a šedo-zelený nátěr betonových konstrukcí. Estakáda získala ocenění Stavba roku 2010.

## Výstavba
S délkou 968,73 m je estakáda nejdelším mostním dilatačním celkem na Slovensku. Most má 10 polí, přičemž nejdelší pole mají rozpětí 122 m. Je prvním dálničním mostem na Slovensku, jehož nosná konstrukce nese celý dálniční profil, a v příčném směru ji podpírá pouze jedna podpěra.
Proces přípravy probíhal od roku 2001, kdy byla kromě mostu zvažována i tunelová varianta. Výstavba probíhala technologií vysouvání mostovky. Nejprve bylo postaveno sedm mostních pylonů, následně se začalo vysouvat posuvné bednění. 
Typologicky je most typu extradosed. Náklady na výstavbu činily 175,48 mil. €.

## Galerie

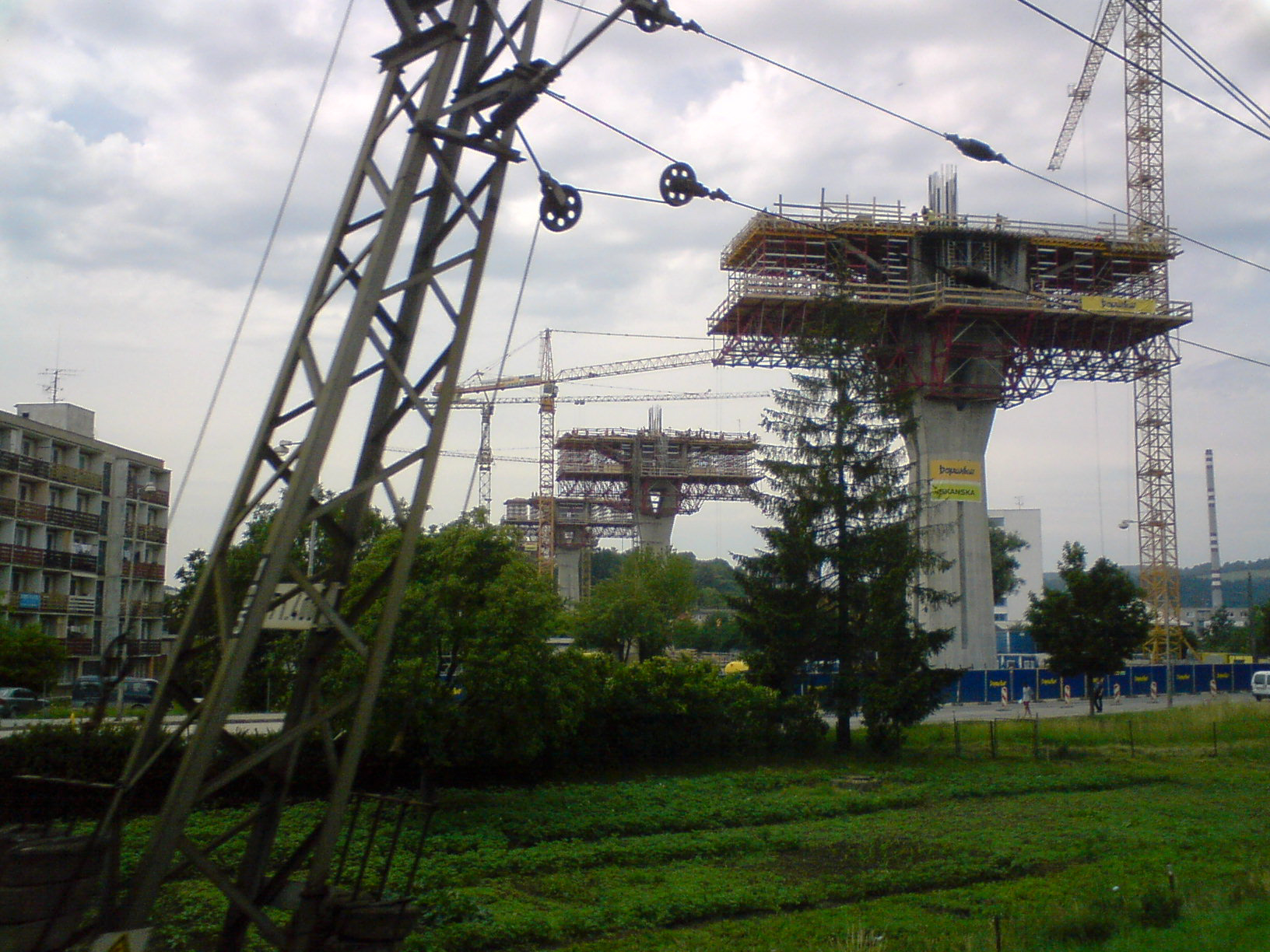
Pohled na výstavbu v roce 2009
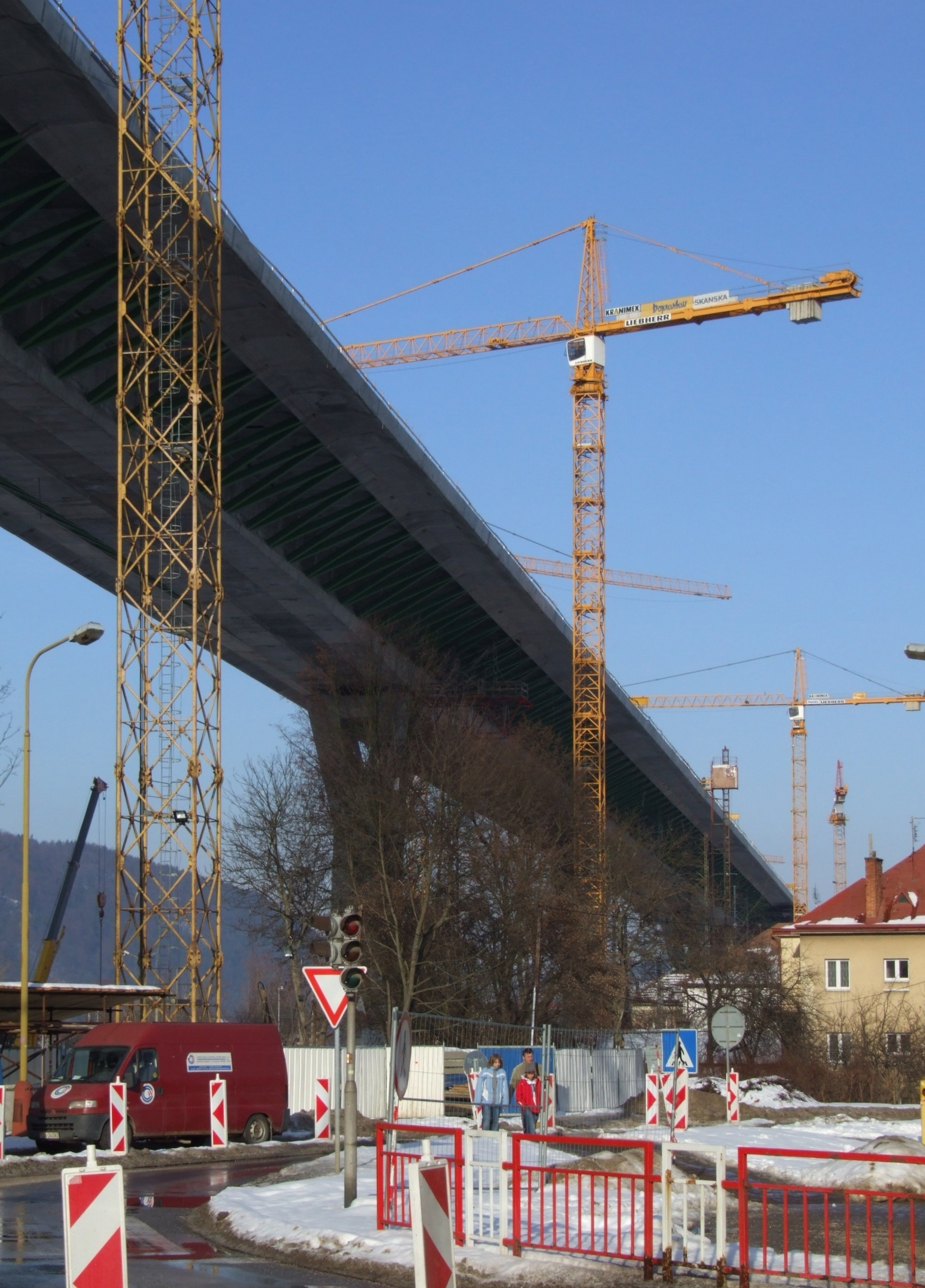
Pohled na výstavbu v roce 2010